# Henri Georges Boulay de la Meurthe

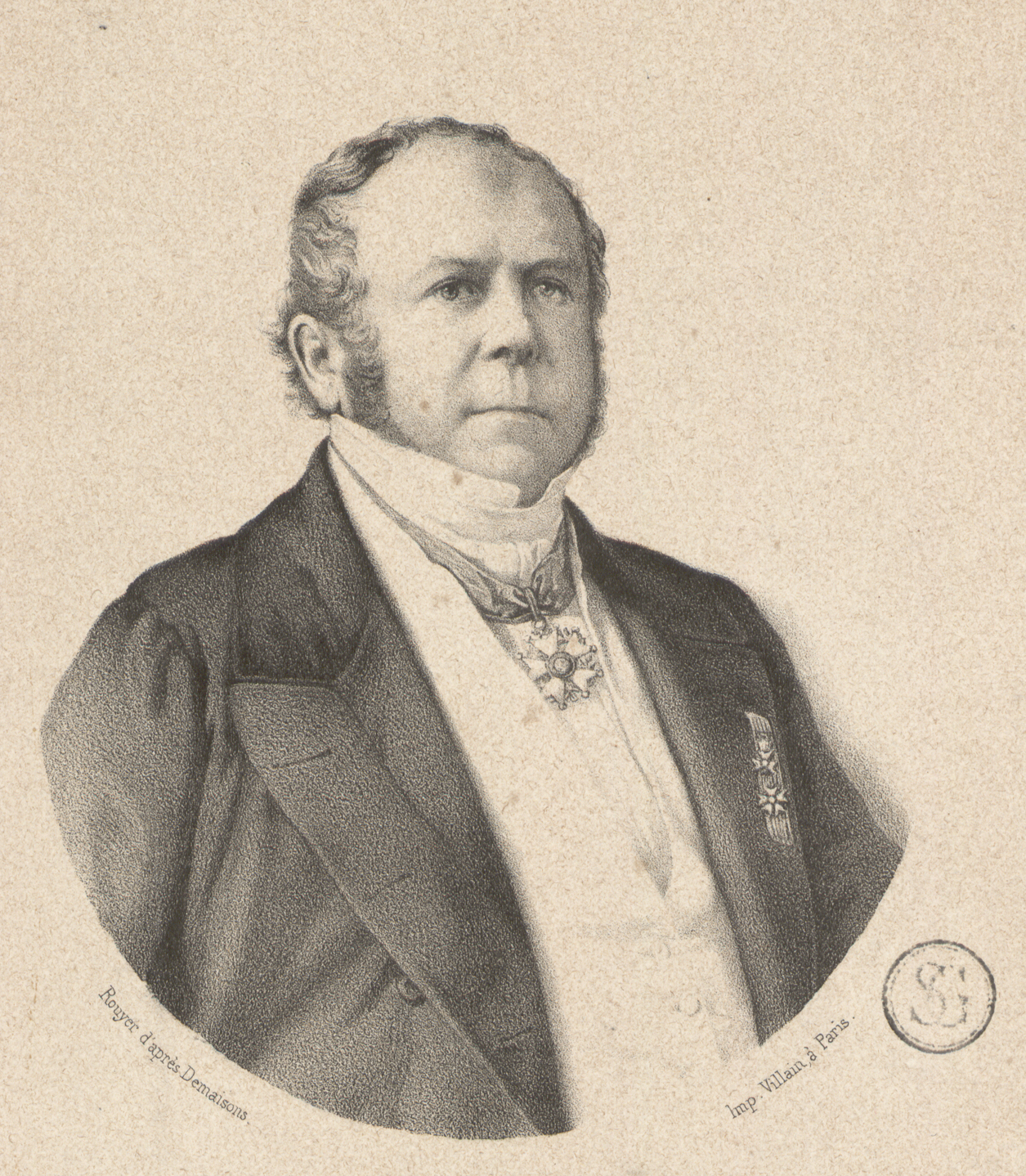
Henri Georges Boulay de la Meurthe

Henri Georges Boulay de la Meurthe (* 15. Juli 1797 in Nancy; † 24. November 1858 in Paris) war ein französischer Staatsmann und von 1849 bis 1852 Vizepräsident der Zweiten Republik.

## Leben
Henri Georges Boulay de la Meurthe war der ältere Sohn des französischen Politikers Antoine Jacques Claude Joseph, comte Boulay de la Meurthe. Er studierte Rechtswissenschaften. Obwohl er sich selbst lebhaft am Kampf während der Julirevolution von 1830 beteiligte, zeigte er sich doch als Gegner der neuen Regierung Louis-Philippes I. Von 1837 bis 1839 vertrat er in der Deputiertenkammer, wo er stets mit den Linken stimmte, das Département Meurthe, von 1842 bis zur Februarrevolution 1848 das der Vogesen. Auch war er lange Zeit hindurch Munizipalrat von Paris, Mitglied des Generalrats im Département Seine und Kommandant der 11. Legion der Pariser Nationalgarde.
Boulay de la Meurthe beschäftigte sich insbesondere mit den Fragen der gesellschaftlichen Ökonomie sowie des öffentlichen Unterrichts und wirkte in diesem Sinn mit Erfolg in der Deputiertenkammer wie im Gemeinderat. Die Gründung der Zufluchtshäuser (salles d’asyle), die Erweiterung des Elementarunterrichts, manche Verbesserung an der Lage der Arbeiter wurden von ihm angeregt oder unterstützt. Durch die Wahl im Département Vosges trat er 1848 in die Nationalversammlung, wo er sich zu den gemäßigten Republikanern hielt. Vom Präsidenten der Republik an die Spitze der drei Kandidaten für die Vizepräsidentschaft gestellt, wurde er am 20. Januar 1849 von der Nationalversammlung zu diesem Amt erwählt. Gleichzeitig wurde er Präsident des Staatsrats.
Nach dem Staatsstreich Napoleons III. vom 2. Dezember 1851, der Boulay de la Meurte sich widerstandslos fügte, wurde er am 14. Januar 1852 durch ein Dekret Napoleons III. als Vizepräsident abgesetzt. Er nahm an der sog. Konsultativkommission teil, aus der er am 26. Januar 1852 in den neuen Senat trat. Am 24. November 1858 starb er im Alter von 61 Jahren in Paris. Auch sein jüngerer Bruder François Joseph Boulay de la Meurthe (* 1799; † 1880) war in der französischen Politik tätig.